# Poem, ballader och lite blues
Poem, ballader och lite blues är ett musikalbum av Cornelis Vreeswijk från 1970. Albumet producerades av Anders Burman och gavs ut som dubbel-LP av Metronome. 
Skivan rankades av Sonic Magazine i juni 2013 som det 16:e bästa svenska albumet någonsin..
Den 28 november 2007 utgavs en nyinspelning av hela albumet med andra artister. Bland dem märks bland annat Thåström, Säkert!, Sofia Karlsson, Stefan Sundström och Miss Li. Se: Poem, ballader och lite blues – Återbesöket.

## Låtlista
Alla låtar är skrivna av Cornelis Vreeswijk där inget annat anges.

### Sida A
1. "Rosenblad, rosenblad" (Cornelis Vreeswijk/Georg Riedel) (arrangerad av Georg Riedel) – 2:23
2. "Generalens visa" – 1:57
3. "Apollinaire" – 1:17
4. "Fåglar" (Cornelis Vreeswijk/Björn J:son Lindh) – 2:40
5. "Jag" (Cornelis Vreeswijk/Björn J:son Lindh) – 1:25
6. "Hajar'u de då Jack?" (arrangerad av Claes Rosendahl) – 2:29
7. "Morbror Frans" – 1:56

### Sida B
1. "Huvudlösen för aftonen" – 3:06
2. "Etta" – 1:22
3. "Fredmans Epistel no. 81 - Märk hur vår skugga" (Carl Michael Bellman arrangerad av Cornelis Vreeswijk) – 3:35
4. "Blues för Inga-Maj" – 2:57
5. "Ett brev" – 0:55
6. "Cool water – på Den Gyldene Freden" (Cornelis Vreeswijk/Björn J:son Lindh) – 3:02

### Sida C
1. "Ett gammalt bergtroll" (Text: Gustaf Fröding, musik: Jojje Wadenius/Tommy Borgudd/Bosse Häggström) – 5:05
2. "Sonja och Siw" (Cornelis Vreeswijk/Jojje Wadenius) – 2:57
3. "Predikan" (Cornelis Vreeswijk/Björn J:son Lindh) – 1:52
4. "Elisabeth" – 3:54
5. "Hemställan" – 1:12
6. "En visa till Gagga" (Cornelis Vreeswijk/Björn J:son Lindh) – 2:45

### Sida D
1. "Ågren" (Alf Cranner, Harald Sverdrup, Vreeswijk) – 3:18
2. "Hopplös blues" – 3:13
3. "Skulle iagh söria såå wore iagh tokott" – 1:57
4. "Transkription till d'Artagnan" – 3:34
5. "Anna själv tredje" –  1:04
6. "En viss sorts samba" (Cornelis Vreeswijk, Georg Riedel, arr. Riedel) – 2:42

## Musiker
- Cornelis Vreeswijk – sång, gitarr
- Rune Gustafsson – gitarr
- Björn J:son Lindh – piano, cembalo, flöjt
- Jojje Wadenius – gitarr, basgitarr
- Tommy Borgudd – trummor
- Sten Bergman – orgel
- Palle Danielsson – kontrabas
- Rune Carlsson – trummor